# حصار رمسج
كان حصار رمسج (1682-1688) عبارة عن سلسلة من المواجهات العسكرية بين إمبراطورية الماراثا برئاسة سامباجي وسلطنة مغول الهند بقيادة أورنكزيب فيما يتعلق بالسيطرة على قلعة رمسج في منطقة ناشيك. وصل أورنكزيب إلى الدكن في أواخر عام 1681 بجيش قوي لتدمير إمبراطورية المراثا وسلطنات الدكن عادل شاهي وقطب شاهي. أراد الاستيلاء على الحصون التي كانت تحت سيطرة المراثا في منطقة ناشيك وباجلانا. ومن ثم قرر أن يبدأ حملته في الدكن بهجوم على قلعة رمسج بالقرب من ناشيك.

## قبل الحصار
كان الجنرال موروبانت بينجل قائد قوات شيفاجي قد استولى على رمسج في عام 1671 - 1672. منذ ذلك الحين، كانت جزءًا من إمبراطورية المراثا. كانت رمسج عبارة عن حصن يقع في أراضٍ مفتوحة بدون غطاء حرجي كبير. اعتقد أورنكزيب أنه سيكون من الجيد الاستيلاء على حصن سهل مثل رمسج في البداية لرفع الروح المعنوية لقواته.

## المعارك
شهدت قلعة رمسج الحرب ضد سلطنة مغول الهند لمدة ست سنوات ونصف. كان أول كلدار (قائد الحصن) هو سورياجي جادهاف، ولكن بعد خمس سنوات ونصف تم نقله وتم تعيين كلدار جديد وفقًا لسياسة التناوب على المناصب في إمبراطورية المراثا. في أبريل 1682، أرسل أورنكزيب شهاب الدين خان الذي هاجم الحصن. وكان شهاب الدين خان قد تعهد بالاستيلاء على الحصن بجيشه البالغ 40 ألفًا والمدفعية القوية في غضون ساعات قليلة. لم يستسلم المراثيون لهذا الهجوم. أبقى 600 جندي من جنود المراثا في الحصن قواتهم في مأزق لعدة أشهر من خلال مجموعة شرسة من المقلاع وكومة قش مضاءة وأحجار ضخمة على الرغم من عدم وجود مدافع في الحصن. بمجرد أن تمكنت مدفعية مغول الهند من تحطيم جدران الحصن في المساء وافترضوا أنه سيتم الاستيلاء على الحصن بسهولة. لكن جميع المراثيون الـ 600 في الحصن عملوا لمدة ليلة كاملة وأعادوا بناء الجزء المكسور من الجدار بالكامل، مما أدى إلى يأس ورهبة مغول الهند. جعلت هذه المقاومة الشرسة جنود مغول الهند يعتقدون أن المراثيون في الحصن يعرفون السحر الأسود. بدأ عدم قدرة قائد مغول الهند على الاستيلاء على القلعة يحبط أورنكزيب. الذي رفع منصة خشبية لاقتحام الحصن. كان لدى شيفاجي وابنه سامباجي سياسة الاحتفاظ بالذخيرة الكافية حتى في الحصون التي لا تحتوي على مدافع أو بنادق. لم يكن ثمة استثناءً، وعلى الرغم من عدم وجود مدافع، إلا أنها كانت تمتلك ذخيرة كافية. كان لدى قائد الحصن فكرة واستخدم جلود الحيوانات والخشب المتوفر بكثرة في الحصن لصنع مدافع خشبية. إلى جانب الذخيرة الموجودة بالفعل في الحصن، بدأت هذه المدافع الخشبية في إلحاق خسائر فادحة بجيش مغول الهند. كان الانتقام من المراثا قوياً لدرجة أنه ترك المسؤولية لبهادر خان كوكالتاش وذهب إلى جونار. حاول بهادر خان كوكالتاش أيضًا الاستيلاء على الحصن عن طريق خداع المراثيون للاعتقاد بأن مغول الهند كانوا يستعدون لهجوم أمامي كامل، بينما كانت خطته الحقيقية هي إرسال 200 من أفضل قواته من الجانب الخلفي للحصن عن طريق تسلق الجرف شديد الانحدار. كان قائد المراثا على علم بالخطة وسمح لـ 200 جندي بتسلق الحبل. بمجرد أن تسلقوا الحبل، قطع الحبل مما أدى إلى سقوط 200 من أفضل الجنود مغول الهند وماتوا في الوادي. كان بهادر خان كوكالتاش في حالة ذهول ووجد أن المراثيون كان يتلقى إمدادات سرية من الحصون القريبة. لقد أغلق بعناية جميع المسارات المؤدية إلى حصون المراثيون القريبة. كان هناك نقص حاد في الطعام في الحصن. عند رؤية هذا الموقف، تصرف ملك المراثيون سامباجي بسرعة بإرسال ساردار روباجي بوسال ومناجي مور مع جيش من 8000 جندي وإمدادات قوية. اشتبكت القوتان في جانيشجاون. حاولوا اختراق خط مغول الهند لكنهم لم يتمكنوا من إمداد الحصن. أصيب روباجي بوسال في المعركة. كان سامباجي في قلق شديد من أن محاربيه الشجعان كانوا يقاتلون بدون طعام. في أحد الأيام، نظرًا لسوء الأحوال الجوية، خفف بهادر خان كوكالتاش من تطويقه ليوم واحد مما مكن روباجي بوسال ومناجي مور من إمداد الحصن بالإمدادات الكافية لمدة 6 أشهر أخرى. حاول بهادر خان كوكالتاش بعد ذلك الفوز بالحصن بمساعدة «مانتريك» (ساحر) لأنه كان يعتقد أن المراثيون لديهم أشباح تحت سيطرتهم. خدعه المراثيون مرة أخرى لأن المانتريك كان هو نفسه جندي من المارثيون متنكرًا قاد جيش مغول الهند في كمين مميت لماراثا. فر بهادر خان كوكالتاش ومغول الهند من الكمين القاتل وقتل العديد من مغول الهند في هذا الهجوم المفاجئ. لم يتمكن بهادر خان كوكالتاش أيضًا من محاصرة الحصن، وأخيراً أحرق المنصة الخشبية وغادر المعركة. ثم أرسل أورنكزيب المحبط قاسم خان كرماني لقيادة المعركة وقرر قاسم خان أخيرًا قيادة 36500 جندي قوي من مغول الهند إلى الحصن بهجوم شامل. لذلك، اقتحم جنود مغول الهند أخيرًا قلعة رمسج وقتلوا العديد من جنود المراثا. ومع ذلك، فقد نجا العديد من المراثيون من القبض عليهم أو الموت باستخدام حبل تم وضعه بواسطة روباجي بوسال من النوافذ الخلفية للحصن. وهكذا، تمكن العديد من المراثيون من الفرار قبل أن يسيطر مغول الهند أخيرًا على الحصن. أخيرًا، رفع مغول الهند علمهم فوق الحصن وفتح الحصن أخيرًا بعد 6 سنوات طويلة وشاقة ومرهقة.